# Quenton Jackson
Pour les articles homonymes, voir Jackson.
Quenton Jackson, né le 15 septembre 1998 à Los Angeles en Californie, est un joueur américain de basket-ball évoluant au poste d'arrière voire de meneur. Il mesure 1,91 m.

## Biographie
En février 2023, il signe un contrat two-way en faveur des Wizards de Washington. Il est coupé en juillet 2023.
En mars 2024, il signe un contrat two-way avec les Pacers de l'Indiana. Son contrat two-way est renouvelé durant l'été 2024.
Durant l'été 2025, il signe un nouveau two-way contract avec les Pacers. 

## Palmarès et distinctions personnelles
NBA
Vainqueur de la conférence EST en 2025 avec les Indiana Pacers. 

## Statistiques

### Universitaires
Les statistiques de Quenton Jackson en matchs universitaires sont les suivantes :
| Saison    | Équipe    | Matchs | Titul. | Min./m | % Tir | % 3pts | % LF | Rbds/m. | Pass/m. | Int/m. | Ctr/m. | Pts/m. |
| --------- | --------- | ------ | ------ | ------ | ----- | ------ | ---- | ------- | ------- | ------ | ------ | ------ |
| 2019-2020 | Texas A&M | 29     | 8      | 23.6   | .366  | .244   | .760 | 2.9     | 1.6     | 1.2    | 0.2    | 8.8    |
| 2020-2021 | Texas A&M | 18     | 10     | 23.4   | .474  | .411   | .736 | 2.4     | 1.7     | 1.2    | 0.2    | 10.4   |
| 2021-2022 | Texas A&M | 40     | 15     | 26.4   | .490  | .346   | .828 | 3.5     | 2.0     | 1.8    | 0.6    | 14.8   |
| Total     | Total     | 87     | 33     | 24.8   | .453  | .330   | .793 | 3.1     | 1.8     | 1.5    | 0.4    | 11.9   |